# Galère (navire)
Pour les articles homonymes, voir Galère.

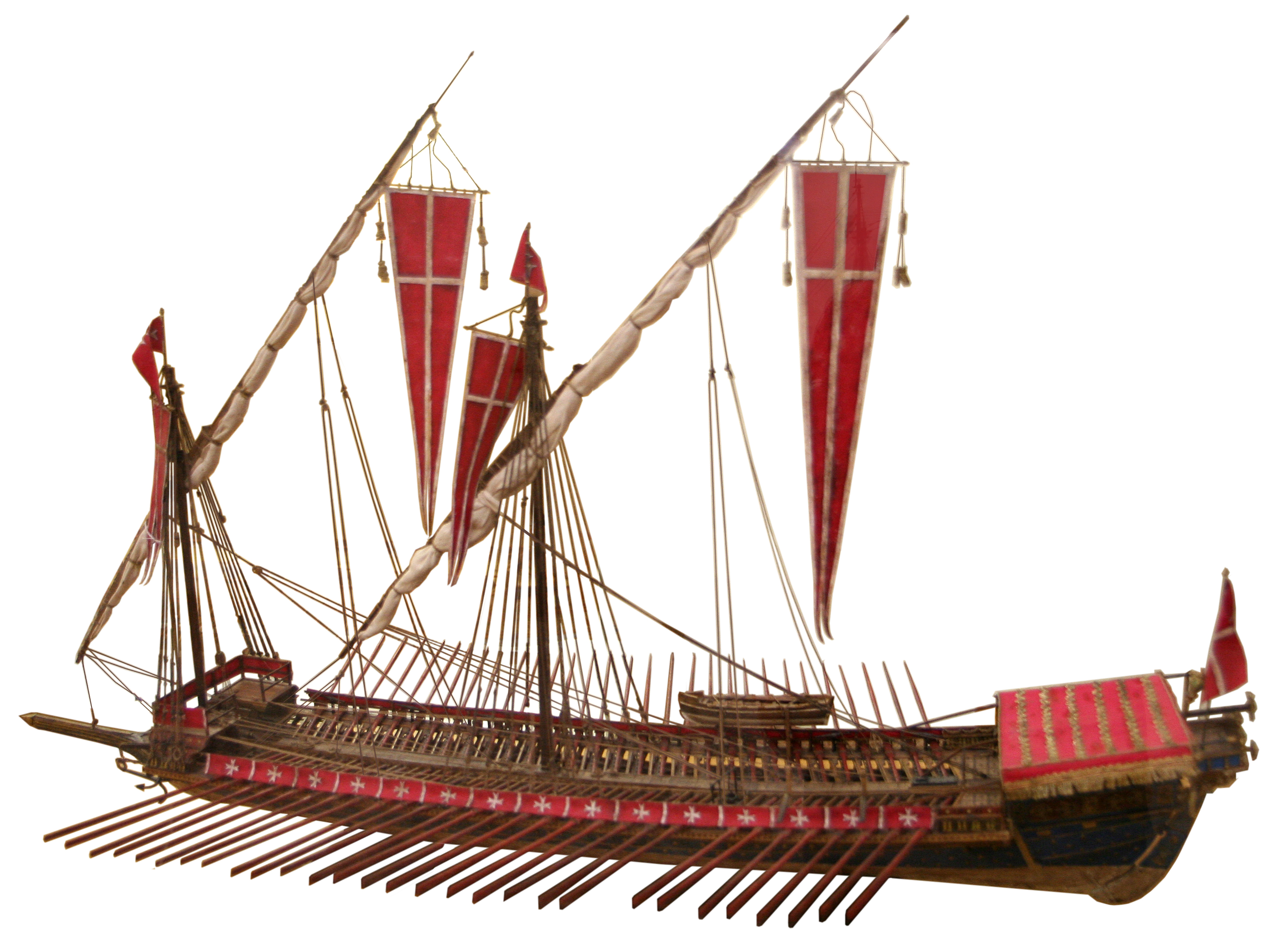
Galère de l'Ordre de Malte, reconstitution du Musée d'histoire navale de Venise.

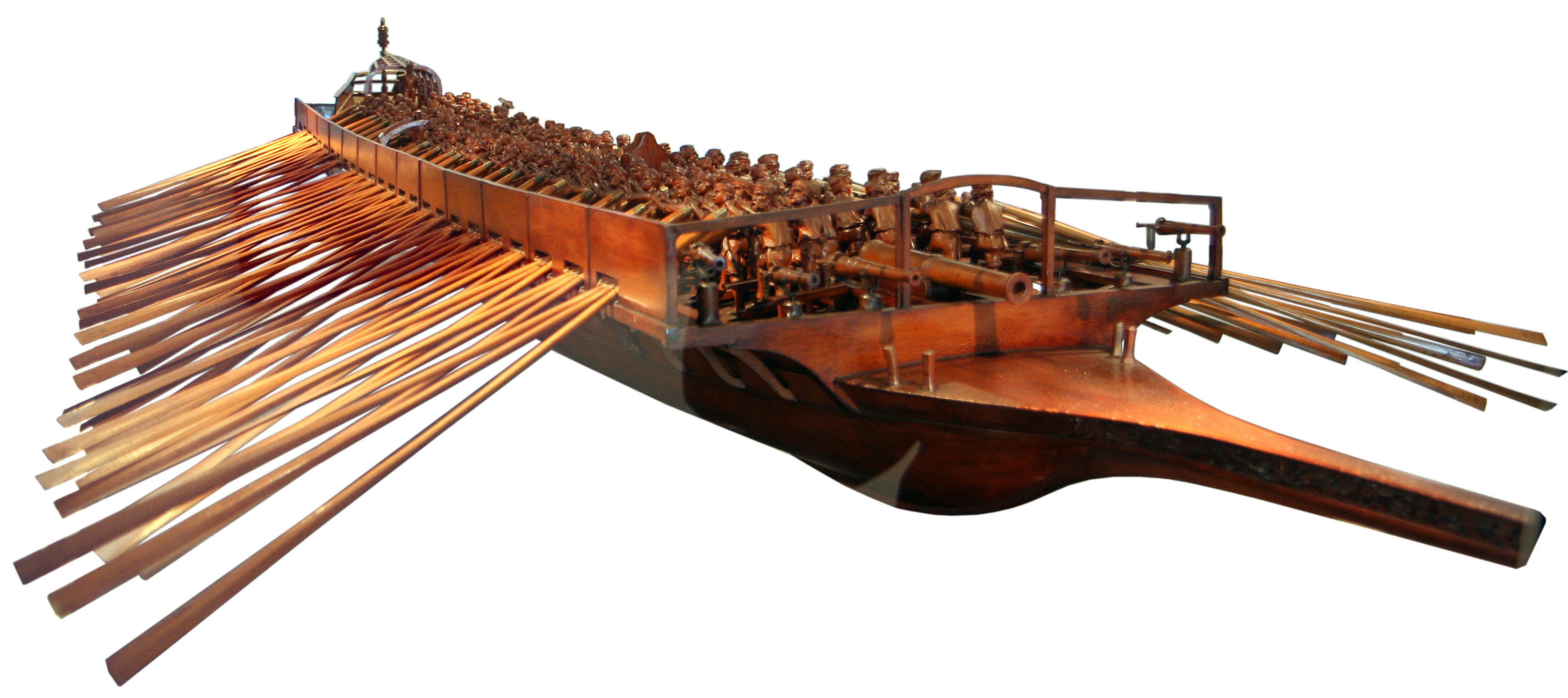
Autre galère présentée au Musée d'histoire navale de Venise.

Une galère (du grec médiéval γαλέα / galéa) est un type de navire à rames et voiles latines sur un, deux ou trois mâts à antennes, d'abord à usage commercial puis à fonction essentiellement militaire. Elle est mue par des galériens qui constituent la chiourme. Ce sont des rameurs volontaires, des esclaves, des repris de justice, ou des protestants incorporés pour "faits de religion" sous Louis XIV. Leur force musculaire est employée à actionner les rames, lorsque le vent ne souffle pas dans la bonne direction et lors de manœuvres d'attaques ou de parades.
Une galère ressemble beaucoup à une trière grecque. C'est le nombre d'étages de rames qui les différencie. Ainsi une trière comporte trois étages de rames alors qu'une galère dite sensile ne comporte qu'un seul étage de rames.

## Différents types de galères
On distingue le nombre d'étages de rames (monère, un étage ; dière, deux étages ; trière, trois étages) et le nombre de rameurs par rame (quadrirème, quatre rameurs, quinquérème, cinq rameurs). Mais ce n'est pas aussi simple :
- les pentécontères, premières galères construites, sont des monères birèmes (un niveau, deux rameurs par rame) ;
- les birèmes sont en fait des dières « monorèmes » (deux niveaux, un rameur par rame) et sont donc l'opposé des pentécontères ;
- les trirèmes sont en fait des trières « monorèmes » (trois niveaux, un rameur par rame) ;
- les quadrirèmes sont en fait des dières « birèmes » (deux niveaux, deux rameurs par rame)[2] ;
- On ignore quel était l'agencement exact au-delà des quadrirèmes. Les niveaux au-dessus (qui vont jusqu'à des « décirèmes ») sont nommés collectivement « polyrèmes ». On pense qu'il n'y eut jamais plus de trois niveaux (ce qui aurait complexifié la construction et l'aurait rendu moins stable)

D'autres galères plus récentes furent construites : dromons, fustes, galéasses, galiotes, liburnes…
Les principales dispositions offensives et défensives que l'on peut trouver sur une galère antique sont le château, l'éperon et le corbeau.
Le vocabulaire maritime sur les galères est très différent du vocabulaire standard. Contrairement aux autres bateaux mus par des avirons, les marins parlent de rames pour les galères. Les galériens constituent la chiourme et ne sont pas assis sur des bancs de nage mais sur les bancs de chiourme où ils sont enchaînés.

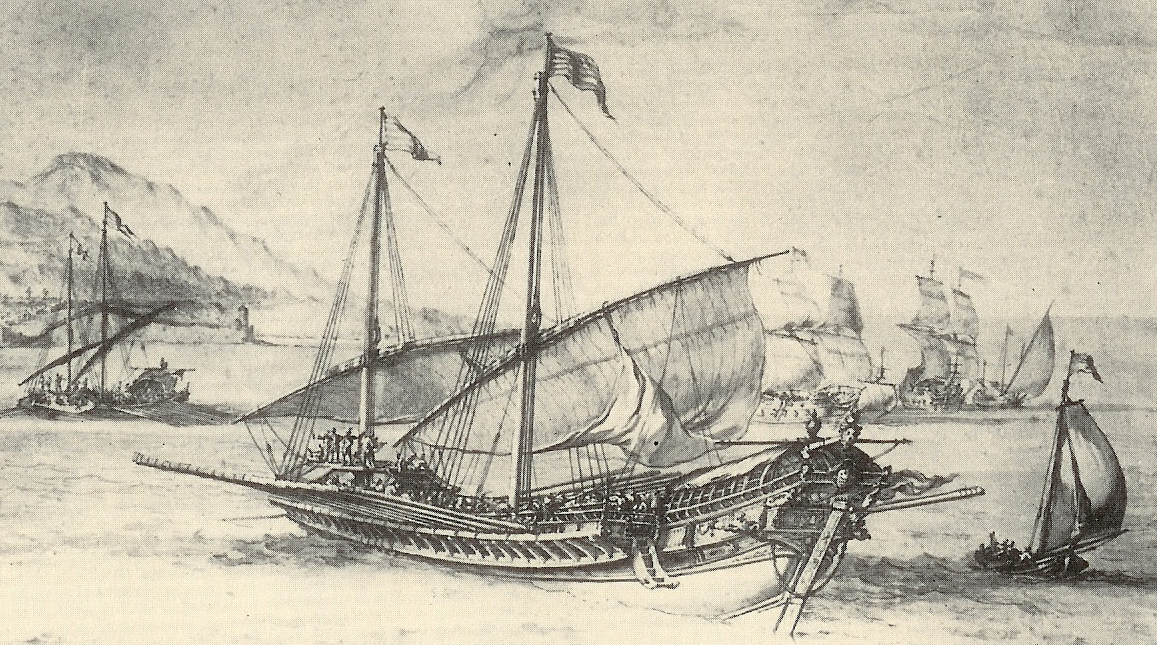
Galères par Pierre Puget - vers 1655

## Histoire
La galère a été surtout employée en mer Méditerranée, par exemple à la bataille de Lépante, mais également sur les côtes de l'océan Atlantique et de la Manche et, tardivement, en mer Baltique.

### Antiquité

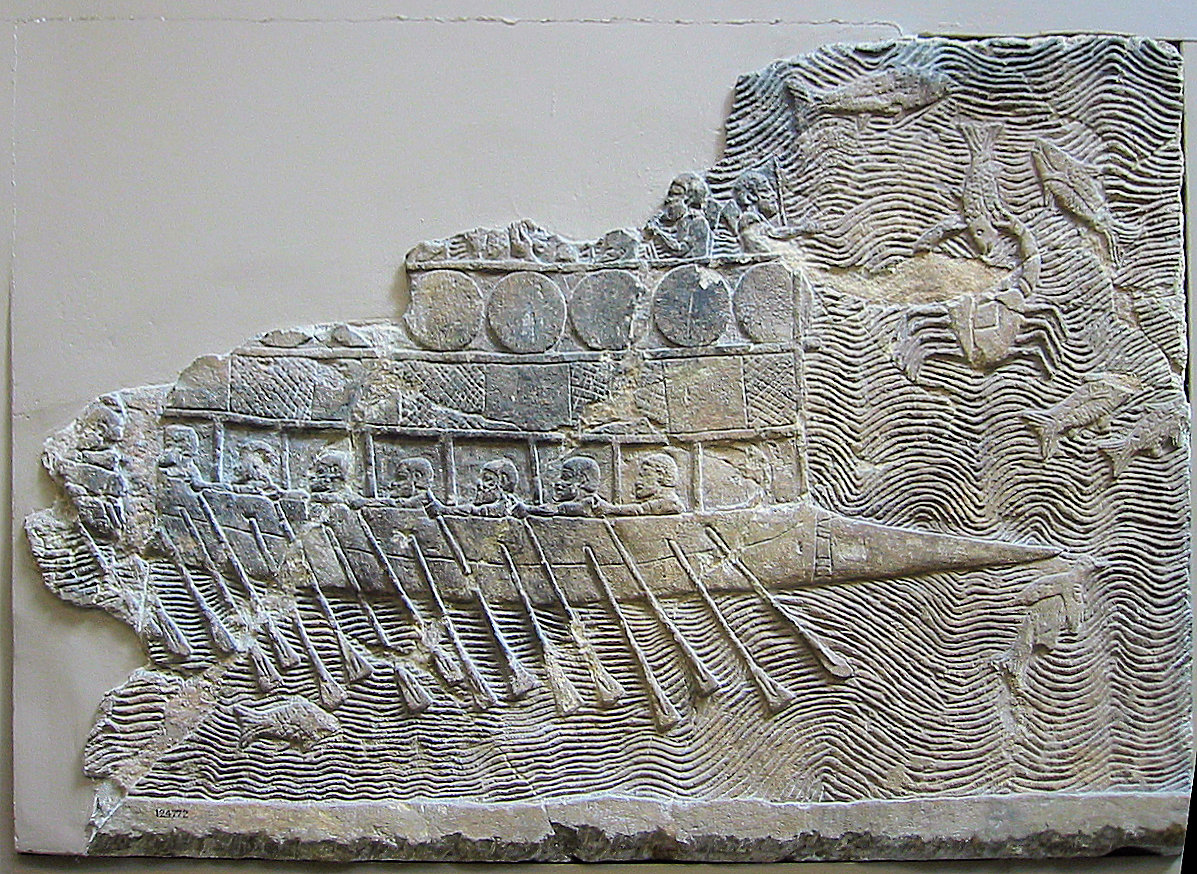
Une birème assyrienne vers

Dès le VIIe siècle av. J.-C., les Grecs construisent des vaisseaux de combat à voile et à rame. La trière développée à partir du pentécontère, devient dès le Ve siècle av. J.-C. le vaisseau de combat le plus efficace. La flotte grecque se distingue en battant les Perses à la bataille de Salamine : elle aurait engagé près de 380 navires, selon Hérodote. Durant l'époque hellénistique a lieu une course au gigantisme avec les quadrirèmes puis les quinquérèmes, ce faisant, Alexandre le Grand les équipera de catapultes.
Durant la première guerre punique, la flotte carthaginoise est équipée de quinquérèmes que les Romains copient. Rome, qui préfère les trirèmes, réussit à en construire cent en deux mois en 261 av. J.-C.. Ils sont équipés de corbeau, sorte de pont volant pouvant retomber sur le bord du bateau ennemi pour lancer l'abordage. Les rangs de rames variaient de deux à trois. Ces modèles démontrent la supériorité des trières sur les navires plus gros. Les bateaux étaient construits pour voguer en mer Méditerranée, mais ont aussi connu des succès en océan Atlantique.
À la bataille d'Actium, la flotte d'Auguste est équipée de liburnes, bateaux plus légers et dérivés des navires pirates de la côte dalmate avec deux rangs de rameurs faiblement décalés. Ces liburnes étaient spécialisés dans la lutte contre les pirates, seule menace maritime pour l'empire aussi bien en Méditerranée, que dans l'Atlantique, la Manche, sur le Rhin et le Danube.
Si, au Ve siècle av. J.-C. à Athènes les rameurs étaient tous des citoyens libres, éventuellement renforcés par des métèques rémunérés, les Romains eux, utilisaient des marins, main-d'œuvre spécialisée, qui sont des hommes libres ou des esclaves.

### Galères byzantines
À la chute de l'empire romain d'Occident, l'Empire byzantin assure sa suprématie sur la Méditerranée en fait évoluer la galère vers le dromon, un autre bâtiment léger. Les Arabes après la conquête de la Syrie sont à même de construire ces bâtiments. En 653, la flotte arabe, après s'être emparée de Chypre, infligeait une sévère défaite à la flotte byzantine sur les côtes de Lycie. Les Byzantins regagnent leur hégémonie maritime face aux Arabes en inventant le feu grégeois et en faisant grossir leurs vaisseaux. Au IXe siècle, ceux-ci ont deux rangs de rames largement séparées.
À la même époque, il existait d'autres types de dromons plus légers : le pamphyle, l'ousiakos et la galaia (qui allait donner son nom aux navires de combat), qui se caractérisent tous par l'usage de rameurs, de voiles et d'un éperon.
Byzance affaiblie par les Arabes laisse les Cités-États maritimes d'Italie se développer et acquérir leur propre flotte de birèmes puis de trirèmes. C'est à ce moment que la voile alla trina d'origine arabe remplace la voile carrée.

### Époque classique

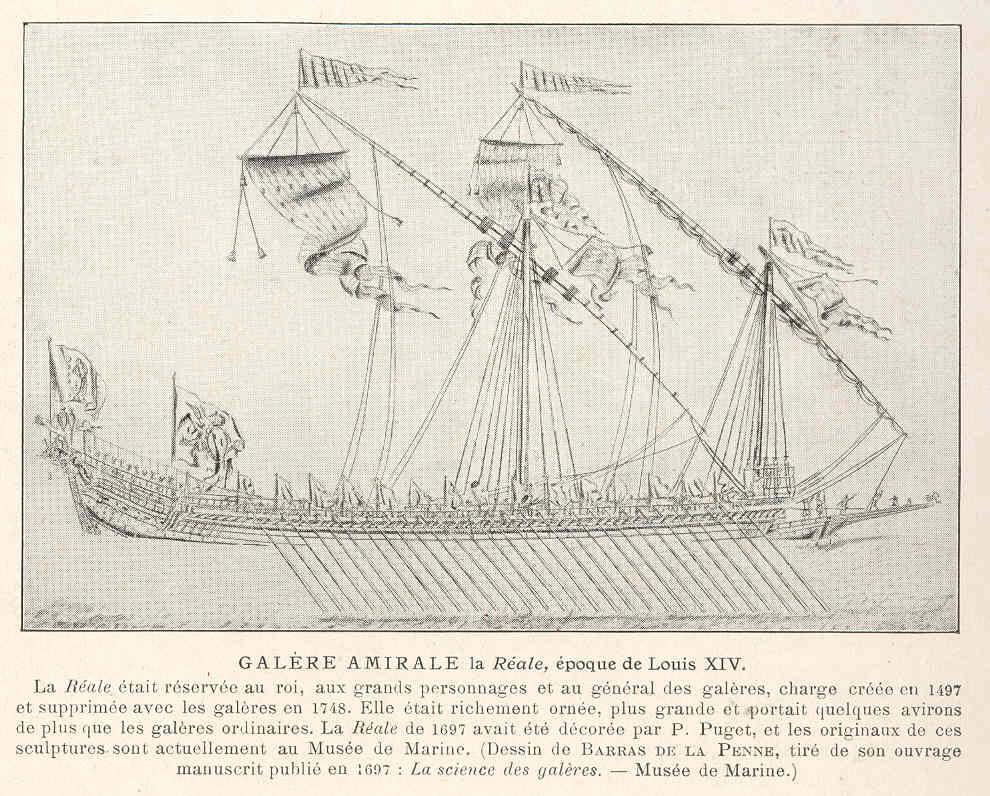
La Galère amirale La Réale, gravure de 1697.

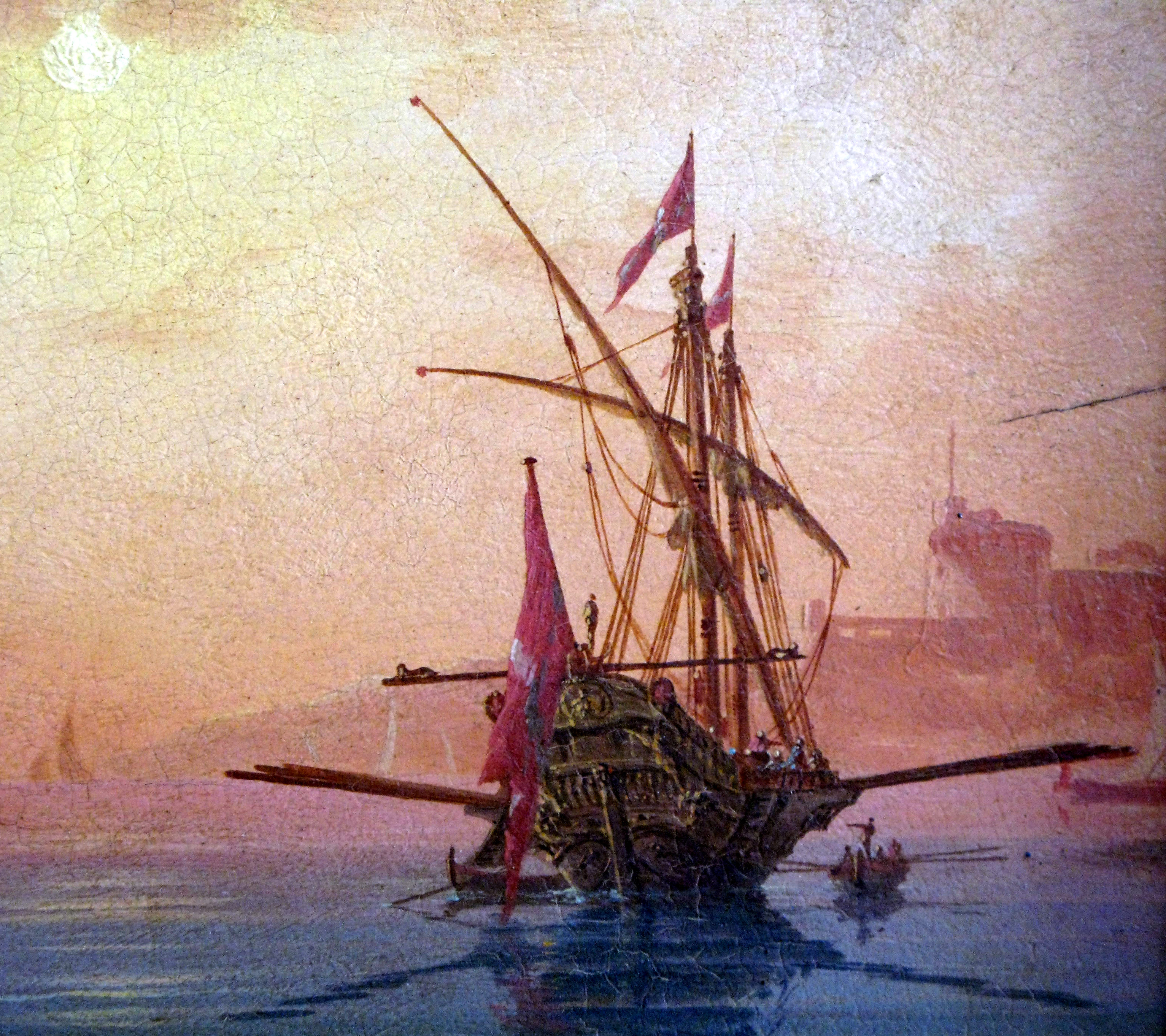
Vue arrière d'une galère, probablement de l'ordre de Saint-Jean de Jérusalem en 1765. (Marine au soleil couchant (détail), par Charles-François Grenier de Lacroix)

Vers 1290, Benedetto Zaccaria, un Génois, inventa la disposition alla sensile, où trois rames de longueurs différentes sont actionnées chacune par l'un des trois rameurs d'un même banc, l'habileté requise impliquant le recours à des rameurs qualifiés. Ainsi, quelque 70 galères génoises à sensile écrasèrent une flotte de plus de 100 galères classiques vénitiennes au large de Curzola en 1297, sans presque aucune perte du côté génois. Cette technique allait rapidement s'imposer et seulement quelques changements mineurs, comme le remplacement des avirons de gouverne latéraux par le « timon à la bayonnaise » et l'apparition à l'avant d'un second mât, « l'arbre de trinquet », eurent lieu avant la disparition des galères.
Vers 1450, on embarque de l'artillerie. Vers 1540, toutes les « réales » et toutes les « capitanes » étaient des quadrirèmes à quatre hommes et quatre rames par banc. Les techniques de rames évoluent et les galères s'alourdissent. Des galères imposantes appelées galéasses sont construites. Les galères françaises allaient souvent combattre les Anglais en Manche et en mer du Nord. Ceux-ci tentèrent alors de créer un type de navire mieux protégé mais capable de marcher à l'aviron, les « rowbarges » qui n'eurent que peu de succès face aux Français.
Durant le Moyen Âge les rameurs des galères étaient des volontaires — comme dans presque toutes les flottes européennes — on était « marinier de rame » à bord d'une galère comme « marinier de voile » à bord d'un navire. À la fin de la guerre de Cent Ans (milieu du XVe siècle), Marseille installe un commerce régulier avec les « échelles du Levant » en Méditerranée orientale, le nombre des galères augmente alors considérablement ; parallèlement elles sont allongées pour transporter un maximum de marchandises, ce qui implique plus de rameurs et rapidement la pénurie. On va alors prélever des condamnés dans les prisons, et comme chacun y trouve son compte, cette ponction se transforme en peine de justice : dès le XVIe siècle on condamne directement aux galères. Il faut alors empêcher les évasions en enchaînant les condamnés à leur banc : avec l'apport d'un uniforme rouge, le galérien est né. À Venise, à la suite de la crise de 1528-1529, un système est mis en place pour recruter des galériens : en interdisant la mendicité et le secours aux pauvres, une nouvelle catégorie de rameurs voit le jour. Ces rameurs touchent la moitié du salaire des buonavoglia et peuvent être directement envoyés par les confréries de charité, notamment lors de la guerre turque de 1537, en échange d'aides de l’État.
Les seigneurs provençaux propriétaires de leurs galères se sont fédérés en un « Corps des galères » à la fin du XVe siècle pour se mettre au service du roi de France dans ses Guerres d'Italie. À leur tête un Général des galères qui monte la plus belle des galères, la Réale. Ce Corps des galères fonctionne ainsi tout au long du XVIe siècle. Lorsque Richelieu crée vers 1626 la Marine de guerre, les galères opposent un refus absolu à leur intégration dans cette flotte de combat. Et ceci jusqu'en 1748.
Datant du milieu du XVIe siècle, Stolonomie, le plus ancien traité sur les galères qu'on connaisse, déploie un vocabulaire nautique spécifique aux ports de Marseille et de Toulon.
Les galères ne servaient guère que sur la mer Méditerranée et la Baltique au XVIIe siècle. Pour la France, elles avaient pour quartier général Marseille où se trouvait un arsenal des galères et où résidait l'intendant des galères. Elles allaient en même temps à la voile et à la rame. Les rames, très longues (douze mètres), étaient manœuvrées par cinq rameurs. Il y avait 51 bancs de rame sur une galère « ordinaire » (26 à droite et 25 à senestre), soit 255 rameurs.
Au XVIIe siècle, la domination s'effaça devant l'apparition du grand navire de guerre à voiles (nave, galion puis vaisseau) inattaquable par les galères, qui gardaient cependant leurs avantages propres, à savoir un faible tirant d'eau et la capacité de se passer de vent voire de le remonter.
En 1748, le corps des galères disparaît en France et en Espagne. Les dernières galères russes participèrent pour la dernière fois à des combats dans le conflit de 1808 entre la Russie et la Suède.

## Vestiges ou répliques de galères modernes et antiques

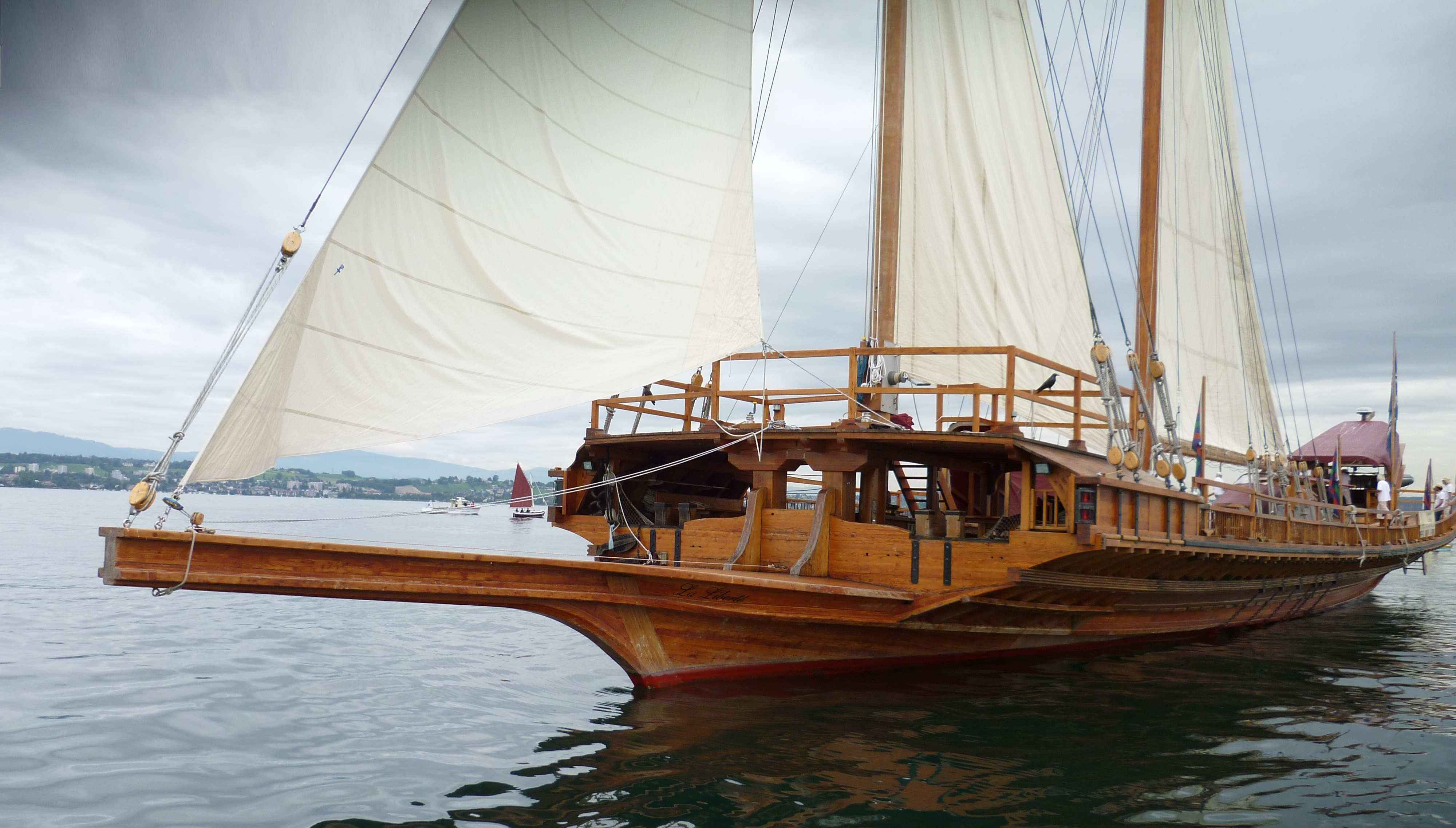
La réplique d'une galère lancée sur le Léman.

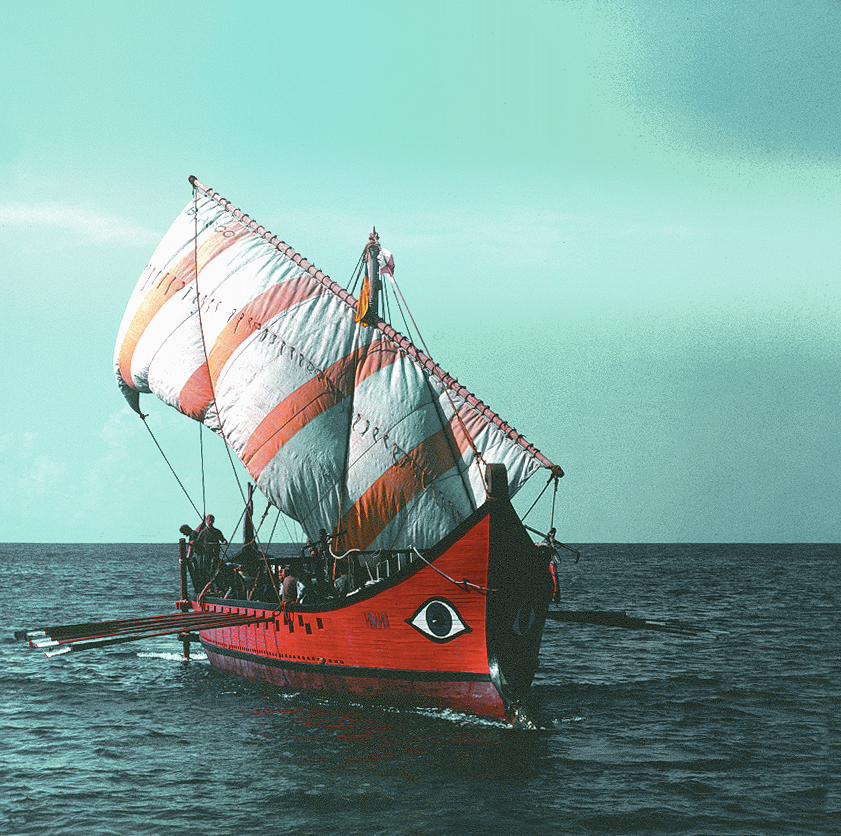
La birème Ivlia.

Deux navires datant du règne de Caligula (vers l'an 40) ont été retrouvés en 1929 au fond du lac de Nemi (Italie), mais ils ont malheureusement été détruits en 1944. C'étaient des galères atypiques, de dimensions gigantesques (plus de 70 mètres), qui servaient de palais à l'empereur. Quelques éléments de décor subsistent.
En 1258, les comptes de la châtellenie de Chillon (Suisse) mentionnent l’existence d’une galère appartenant au comte de Savoie. Du XIIIe siècle jusqu’en 1720, des galères naviguent sur le lac Léman pour le compte de la Savoie, de Genève et de Berne. En référence à cette histoire, le 23 juin 2001 après cinq années de construction, la réplique simplifiée d'une galère du XVIIIe siècle a été lancée sur le lac Léman à Morges (Suisse). Baptisé La Liberté, ce navire effectue des croisières sur le Léman depuis cette époque.
Une réplique du Real, ayant participé à la bataille de Lépante, a été réalisée en 1971 et se trouve au Musée maritime de Barcelone.
L'Ivlia est une réplique de galère grecque construite en 1989 en Union soviétique qui a permis diverses études scientifiques. Une trière grecque baptisée Olympias a été construite en 1987. Le Nomos, galère grecque construite pour le film Le Choc des Titans (1981), est conservé au musée de Charlestown en Cornouailles.
À noter que le musée naval d'Istanbul accueille une galère datant du XVIIe siècle, le Tarihi Kadırga.